# Dekanatspfarrkirche Saalfelden

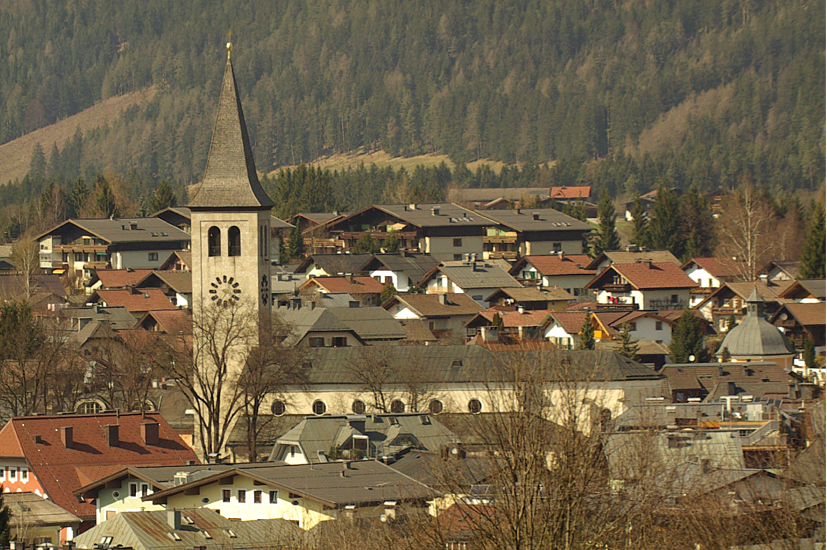
Dekanatspfarrkirche Saalfelden am Steinernen Meer

Die römisch-katholische Dekanatspfarrkirche Saalfelden, geweiht den  hll. Johannes Bap. und Johannes Ev., befindet sich im Stadtzentrum von Saalfelden am Steinernen Meer (Land Salzburg) auf 744 Meter Seehöhe, das Patrozinium wird am 24. Juni gefeiert. Es handelt sich um einen neuromanischen Bau, der in den 1960er Jahren in neoklassischer Art umgebaut wurde. Sie ist die Mutterpfarre des Ober- und Mittelpinzgaus.

## Geschichtliches
Saalfelden zählt zu den ältesten Orten der Erzdiözese Salzburg. 788 wurde dieser im Güterverzeichnis von Bischof Arn (Indiculus Arnonis) als Saalavelda erstmals urkundlich erwähnt. Die heutigen beiden Kirchenpatrone belegen ebenfalls eine frühe Missionierung des Gebietes rund um den heutigen Standort der Dekanatspfarrkirche. Anno 955 war der Ort in den Händen der Salzburger Erzbischöfe. Um das Jahr 1000 scheint erstmals eine Kirche bei Saalfelden auf, die der Edle Dietmar in Besitz hatte. Einer geschichtlichen Überlieferung zufolge tauschte er mit dem Erzbischof Hartwig (991–1023) seine Saalfeldener Kirche mit der Kirche zu Palmberg in Bayern. Im 11. oder 12. Jahrhundert wurden in der Erzdiözese Salzburg Pfarrinstitute errichtet, die neben Sankt Martin bei Lofer, Stuhlfelden, Piesendorf und Taxenbach auch Saalfelden umfassten. Wesentlichen Einfluss auf die Pfarre Saalfelden hatten auch die Chiemseer Bischöfe.

## Baugeschichte

### Holzkirche (Kirche 1)
Die erste katholische Kirche zu Saalfelden war eine Eigenkirche in Besitz von dem Edlen Dietmar, der ihn wahrscheinlich von seinem Vater, dem Graf Dietmar, erhielt. Dabei musste es sich um einen Holzbau handeln. Weitere Aufzeichnungen über diese Kirche sind bisher nicht enthalten.

### Romanische und gotische Steinkirche (Kirche 2)
Als die Pfarre in den Besitz des Erzbischofs Hartwig kam, wurde die Holzkirche in eine romanische Steinkirche umgewandelt. Filialkirchen in Maria Alm, Dienten, Gerling und Leogang sind überliefert. Als im Jahre 1966 Ausgrabungs- und Renovierungsarbeiten stattfanden, konnte eine Kirche in die Zeit der Romanik rückdatiert werden. Außerdem kam das mächtige Fundament eines Turmes zum Vorschein, der ins Gotteshaus eingefasst war. Als die Gotik einkehrte, wurde die Kirche zunehmend „gotisiert“, da sie mehreren Bränden zum Opfer fiel.

Grundriss nach dem Umbau der gotischen Steinkirche

### Nachbarocke Kirche (Kirche 3)
Im Jahre 1811 wurde der gotische Bau, geweiht dem Heiligen Geist, mitsamt dem Markt ein Raub der Flammen. Im Zuge der Aufräumarbeiten stürzte das Gewölbe des Langhauses ein, lediglich das Gewölbe des Presbyteriums blieb stehen. Zwei Jahre später wurde das zerstörte Gotteshaus abgetragen und auf dessen Fundament neue Pfeiler für ein Langhaus errichtet, das ein Schalgewölbe erhielt. Der noch erhaltene Turm erhielt die heutige Zeltdachpyramide. Die Kirche hatte eine sogenannte "nachbarocke Ausstattung" erhalten, die bald unpopulär wurde. Das Orgelgehäuse in dieser Ausführung, errichtet von Karl Mauracher und mit dem Figurenschmuck von Johann Haid aus St. Johann (1836), ist erhalten, s. u.

### Neuromanische Basilika (Kirche 4)
Zwischen 1858 und 1861 wurde eine Re-Romanisierung vorgenommen. Die Kirche war angeblich in einem verwahrlosten Zustand gewesen, weswegen der Münchner Bauarchitekt Georg Schneider (1828–1897) beauftragt wurde, die Pläne für eine neuromanische Basilika zu entwerfen und umzugestalten. Die Kosten der Romanisierung der Kirche betrugen 78.755 fl.

### Neuklassizistische Kirche (heutige Kirche)
1956 wurde erneut eine Umgestaltung der Dekanatspfarrkirche vorgenommen. Es wurde die neuromanische Einrichtung entfernt. Übrig blieben der Kreuzweg und das im südlichen Seitenschiff hängende Bild des Johannes des Täufers von Sebastian Stief sowie der Taufstein. Auch behalten wurden die im Jahre 1859 geschnitzten Figuren der Diözesenpatrone Rupert und Virgil, welche sich hinten im Langhaus befinden, und die Statuen der Kirchenpatrone, welche sich vorne im Langhaus befinden. Sie wurden von Joseph Haid (1833) entworfen. Des Weiteren wurde das Schallgewölbe entfernt und eine Holztramdecke eingezogen. Das durch den Brand komplett in Mitleidenschaft gezogene Turmmauerwerk wurde mit Konglomeratplatten eingehüllt.
Wesentlich zur Ausgestaltung der neuen Dekanatspfarrkirche trug der Bildhauer Jakob Adlhart bei. Er konstruierte das überlebensgroße Kruzifix, die Figuren der Seitenaltäre (Maria und Hl. Familie) und die acht Statuen, die sich auf herausstehenden Absätzen an den Langhauspfeilern befinden. Das nördliche und südliche Kirchenfenster, die sich oberhalb der Seitenausgänge befinden, stammen vom Tiroler Glasmaler Josef Widmoser (1911–1991). Das nördliche Fenster zeigt das letzte Abendmahl, auf dem südlichen sind die acht Seligpreisungen zu erkennen.
Die im Jahre 2000 abgeschlossene letzte Renovierung wird als gelungen bezeichnet: Es wurden neue Sitzbänke nach dem Vorbild der alten angeschafft, die Doppel-Empore wurde entfernt damit die restaurierte Mauracher-Orgel auf die untere versetzt werden konnte, die farbigen Glasfenster im Mittelschiff wurden durch weiße Glasfenster ersetzt, und der Volksaltar wurde auf eine tiefer liegende Altarinsel gestellt.
In der Taufkapelle befindet sich noch der einzig erhaltene, von 2001 bis 2003 restaurierte, spätgotische Flügelaltar, der aus nicht zusammenpassenden Teilen zusammengesetzt wurde. Der Altar zeigt Bilder aus dem Marienleben. Seit 2006 befindet sich in der Dekanatspfarrkirche der aus dem Salzburger Dom stammende Volksaltar, der mit zahlreichen Reliefschnitzereien von Jakob Adlhart verziert wurde.

## Orgel

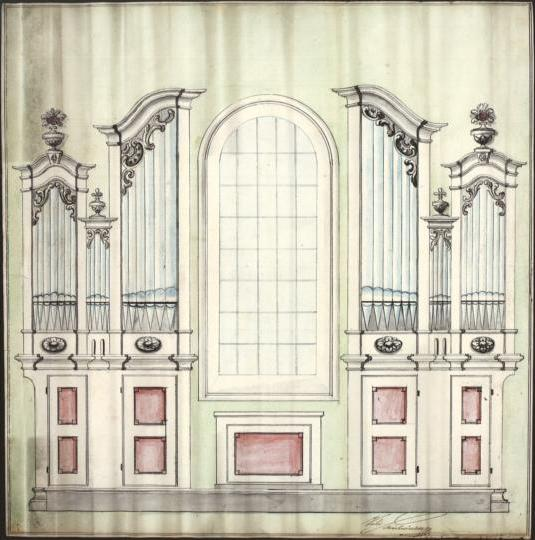
Karl-Mauracher-Orgel von 1832

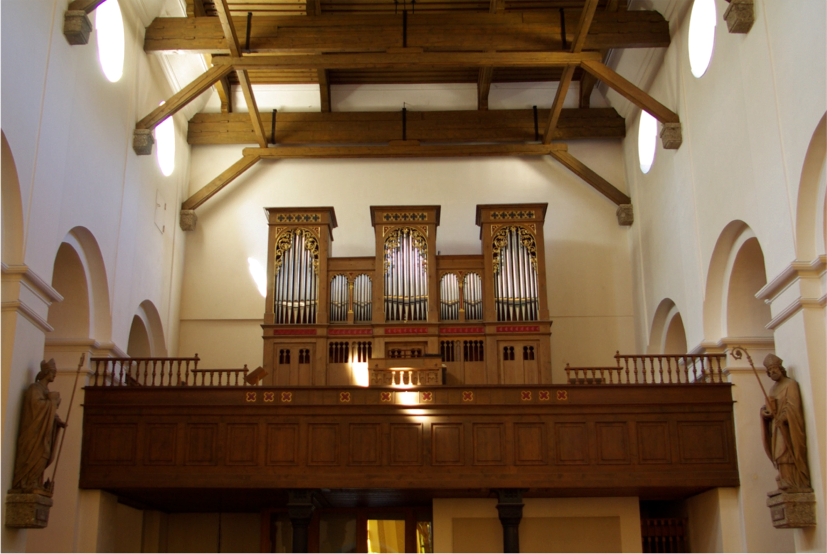
J.-N.-C.-Mauracher-Orgel von 1859

Die Orgel war 1832 von dem Orgelbauer Karl Mauracher im nachbarocken Stil erbaut worden und rahmte das später zugemauerte Westfenster neben dem Turm ein, über dem Fenster war das Chronogramm FAVSTE  EXSTRVCTA  LAVDES  EDITE  DEO  IN  SAECVLA (Ihr glücklich errichteten [Pfeifen], bringt das Lob Gottes in Ewigkeit hervor) angebracht und ergab 1832. Im Zuge der aufwändigen Re-Romanisierung der Kirche erhielt Johann Nepomuk Carl Mauracher 1859 den Auftrag, die Orgel seines Vaters umzubauen und in einem neuromanischen Gehäuse aufzustellen. Das alte Gehäuse kam auf den Dürrnberg. 1995 wurde das zwischenzeitlich mehrfach hergerichtete und umgebaute Instrument letztmals restauriert und in Teilen rekonstruiert. Es hat heute 20 Register auf zwei Manualen und Pedal. Die Spiel- und Registertrakturen sind mechanisch.
| I Hauptwerk C–f3 |       |
| Principal        | 8′    |
| Gedackt          | 8′    |
| Gamba            | 8′    |
| Hohlflöte        | 8′    |
| Octav            | 4′    |
| Flöte            | 4′    |
| Quinte           | 2 ⁄3′ |
| Octav            | 2′    |
| Cornett          | 1 ⁄3′ |
| Mixtur           | 2′    |

| II Nebenwerk C–f3 |    |
| Gedackt           | 8′ |
| Salicional        | 8′ |
| Principal         | 4′ |
| Flöte             | 4′ |
| Octav             | 2′ |

| Pedal C–f1    |        |
| Principalbass | 16′    |
| Subbass       | 16′    |
| Octavbass     | 8′     |
| Cello         | 8′     |
| Quintbass     | 5 1⁄3′ |

- Koppeln: II/I, I/P, II/P

Im Jahr 2021 wurde das Instrument von Orgelbaumeister Tilman Trefz durch einen Neubau mit 30 Registern ersetzt.

## Maße
Die heutige Dekanatspfarrkirche hat enorme Maße. Das Langhaus misst 54,5 Meter. Die maximale Breite beträgt etwa 25 Meter. Der Innenraum nimmt etwa eine Höhe von 20 Meter an. Der Turm mit dem Zeltdach misst circa 60 Meter und gehört somit neben den Kirchtürmen in Maria Alm (83 Meter), Rauris (65 Meter) und St. Johann im Pongau (62 Meter) zu den höchsten Türmen des Salzburger Landes.

## Glocken
Der Westturm beherbergt ein großes fünfstimmiges Geläut. Die Glocken wurden 1949 von der Glockengießerei Oberascher aus Salzburg-Kasern angeschafft. Alle Glocken werden mit einem Klöppelfänger geläutet.
| Nr. | Name             | Gussjahr | Gießer, Gussort             | Durchmesser (cm) | Gewicht (kg) | Nominal |
| --- | ---------------- | -------- | --------------------------- | ---------------- | ------------ | ------- |
| 1   | Heimkehrerglocke | 1949     | Oberascher, Salzburg-Kasern | 185              | 3.475        | A0+0    |
| 2   | Gefallenenglocke | 1949     | Oberascher, Salzburg-Kasern | 157              | 2.077        | c1+0    |
| 3   | Marienglocke     | 1949     | Oberascher, Salzburg-Kasern | 124              | 1.041        | e1+0    |
| 4   | Messglocke       | 1949     | Oberascher, Salzburg-Kasern | 104              | 618          | g1+0    |
| 5   | Sterbeglocke     | 1949     | Oberascher, Salzburg-Kasern | 93               | 439          | a1+0    |